# Křížová cesta (Červený Kostelec)
Křížová cesta v Červeném Kostelci na Náchodsku se nachází na sever od centra města na hřbitově na vrchu Chrby.

## Historie
Křížová cesta byla postavena roku 1875 a jejím autorem je V. Střihavka. Čtrnáct zastavení stojí oboustranně podél hlavní cesty od brány hřbitova ke hřbitovní kapli svatého Cyrila a Metoděje.
Roku 1862 byl z popudu faráře Františka Kernera položen základní kámen ke kapli sv. Cyrila a Metoděje na Chrbech a současně zde bylo započato se stavbou v pořadí již třetího kosteleckého hřbitova. Hřbitov byl roku 1863 vysvěcen hradeckým biskupem Karlem Hanlem.